# 마이트 앤 매직 6
《마이트 앤 매직 6》(Might and Magic VI: The Mandate of Heaven)는 컴퓨터 롤플레잉 게임이다. 부제는 "천상의 명령서(The Mandate of Heaven)"이며, 대한민국에서는 흔히 "마매6"나 "MM6", "M&M6" 등으로 통칭된다. 1998년 뉴 월드 컴퓨팅(New World Computing)에서 개발하여 3DO에서 유통하였으며, 대한민국의 유통은 메디아 소프트에서 담당했다. 마이트 앤 매직 시리즈의 여섯번째 작품인 동시에, 마이트 앤 매직 히어로즈 시리즈의 초기 작품들과 세계관을 공유하는 첫 작품이다. 스토리라인은 《히어로즈 오브 마이트 앤 매직II》와 이어지며 연대기상으로는 《히어로즈 오브 마이트 앤 매직 III》와 같은 시기를 다루고 있다.
《엘더 스크롤 II: 대거폴》이나 《울티마》 등의 유사 작품에 비해 진행이 비선형적이며 사용자 편의성이 높고, 상호작용이 강조되었으며 세계관도 좀 더 세밀하고 잘 다듬어져 있으며 버그가 매우 적은 편이다. 그러나 스토리와 무관한 퀘스트가 많았기 때문에 퀘스트의 연결이 매끄럽지 못했고, 롤플레잉 게임으로서의 요소도 풍부하지 못했다. 특히 한글판의 경우 유통사의 무성의한 한글화로 인해 최악의 한글화게임이라는 악평에 시달렸다. 그러나 현재 시점에서 다시 볼 때 그 완성도나 이후의 게임들에 미친 영향으로 인해 "전설의 재탄생"이라는 평가도 충분히 가능하며, 서양식 롤플레잉 게임이 다시 중흥하는 계기가 되었다고 할 수 있다.
후속작은 현재(2010년 8월)까지 3편이 출시되었으며, 스토리가 직접적으로 이어지는 것은 《마이트 앤 매직 7: 피와 명예를 위하여》이다.

## 게임 플레이
플레이어는 총 4명의 캐릭터를 조종하게 된다. 처음에는 보잘 것 없지만 이들을 엔로스를 지켜낼 수 있는 강한 영웅으로 키워내는 것이 목표이다. 전작에서는 이동맵이 격자 단위로 구획되어 있었지만 이번 작품부터는 전 지역을 자유롭게 돌아다닐 수 있다. 전투는 실시간과 턴방식을 모두 지원하며, 턴방식에서는 어느 적을 어떻게 공격할지를 직접 지정할 수 있지만 이동이 다소 제한된다. 시점은 전작과 마찬가지로 1인칭이다. 스토리상의 문제로 플레이 방식에서 약간 변화가 생겼는데 캐릭터 교체 시스템이 탈락한 것이 그것이다. 주 스토리와는 별개로 승급 퀘스트도 상당수 생겼는데 비록 그 수는 많지 않지만 그 구성은 짜임새있는 편이다. 달력과 날짜 및 낮과 밤의 개념이 생겨 가게가 여닫는 시간이나 하지(夏至: Solstice), 태양의 서커스(the Circus of the Sun)의 등장 등이 이에 따라 결정된다.

### 캐릭터 육성
《마이트 앤 매직 6》는 시리즈 중 처음이자 유일하게 종족을 결정할 필요가 없는데, 플레이 가능한 종족이 인간 뿐이기 때문이다. 각 캐릭터의 능력(ability)은 직업(class)과 기술(skill)에 의해 결정된다. 플레이어는 캐릭터를 생성하면서 각자의 직업을 지정하고 각종 능력을 결정한다. 직업은 기사(Knight), 드루이드(Druid), 성기사(Paladin), 성직자(Cleric), 마법사(Sorcerer), 궁수(Archer)의 6가지가 있다. 각 캐릭터는 전투에서 경험치를 얻어 레벨을 올리며 그를 통해 기술 점수를 얻을 수 있다. 기술의 숙련도는 초급(Normal), 중급(Expert), 고급(Master)으로 구분되며 기술점수로 기술레벨을 60까지 상승시킬 수 있다. 예를 들어 레벨이 20인 기사는 7등급의 고급 도끼술을 습득할 수 있다. 일반적인 능력치(Status) 체제도 도입되었는데 이는 전작의 것을 그대로 가져와 힘(Might), 지성(Intellect), 인성(Personality), 근성(Endurance), 정확성(Accuracy), 민첩성(Speed), 운(Luck)의 7가지 능력치로 구성되어 있다. 캐릭터는 시간이 흐름에 따라 나이를 먹게 되는데 대략 20세 정도에서 시작하여 50세를 넘어가면 능력치에 약간의 불이익을 받게 된다.

### 기술점수(Skill point) 시스템
기술점수 시스템을 통해 플레이어는 캐릭터 육성에서 좀 더 높은 자유를 누릴 수 있다. 상당수의 무기류와 갑옷류, 마법 기술은 직업에 따라 습득에 일정한 제한이 있지만 숙련 가능 정도는 직업에 따른 제한이 없다. 예를 들어 궁수도 기사와 동일한 수준으로 검술을 숙련할 수 있다. 그 외에도 수리(Repair)나 흥정(Merchant) 같은 기술들은 모든 직업에 제한을 받지 않는다. 그러나 후속편에서는 기술의 습득과 숙련이 상당히 제한되게 된다.

## 스토리
타락한 수호자, 셸텀(Sheltem)에 관한 이야기는 《마이트 앤 매직 5: 진의 이면(Darkside of Xeen)》에서 일단락된다. 그러나 악마와 유사한 외계종족인 크리건(Kreegans)과 고대인(the Ancients) 간의 1500년에 걸친 전쟁은 인근의 행성계로까지 번져나가게 된다. 그 중 하나가 '엔로스(Enroth)'라고 하는 세계였다. 그 곳에는 역시 엔로스라는 이름을 가진 대륙국가가 존재하고 있었는데 바로 이 곳이 마이트 앤 매직 6의 주무대가 된다. 히어로즈 오브 마이트 앤 매직 2의 배경이 된 계승전쟁이 마무리 된지 7년 뒤, 이후 별똥별의 밤(the Night of Shooting Stars)이라 불리게 되는 사건이 발생한다. 크리건이 탄 일군의 우주선들이 별똥별의 형상으로 엔로스에 낙하해온 것이다. 엔로스의 왕이었던 롤랜드 아이언피스트(Roland Ironfist)는 이들을 퇴치하기 위해 군대를 이끌고 북쪽으로 출병한다. 하지만 술만(Sulman)이라는 마법사에게 배신당한 롤랜드의 군대는 크리건의 매복에 걸려 대패하고, 롤랜드 자신은 궁정마법사 타니르(Tanir)와 수행귀족 라그나 경(Sir Ragnar)과 함께 포로가 되고 만다. 한편 크리건의 왕 제노펙스(Xenofex)는 은밀히 '바아의 신전(the Temple of Baa)'이라는 신흥종교집단을 설립하여 종말론을 설파하며 아이언피스트 왕조의 붕괴를 꾀한다. 왕이 실종되자 롤랜드의 어린 아들 니콜라이(Nicolai) 왕자가 왕권을 이어받게 되는데 왕자가 아직 어렸기 때문에 윌버 험프리(Wilbur Humphrey)가 섭정을 맡아 니콜라이와 함께 엔로스를 통치하게 된다. 이러한 혼란의 와중에 아이언피스트 왕가가, 왕권의 상징인 천상의 명령서(Mandate of Heaven)를 분실했다는 풍문마저 떠돌게 되면서 엔로스는 위기를 맞게 된다. 한편 주인공일행은 고향인 스윗워터(Sweet Water)에서 크리건 침략자들의 공격에 맞서고 있었다. 이 때 팔라가(Falagar)라는 마법사(warlock)가 나타나 주인공일행을 위기에서 구해낸다. 아직 미숙한 모험자였던 주인공일행은 악마에 맞설만한 능력을 갖출 때까지 팔라가에게 훈련을 받게 된다. 모든 훈련이 끝나고, 주인공일행은 드디어 엔로스 남동쪽의 뉴소르피갈(New Sorpigal)이라는 마을에서 다시 모험에 나서게 된다.

주인공일행은 고블린들이 버린 캠프에서 술만의 유해와 그가 제노펙스에게 보내려했던 편지를 발견해 아이언피스트성(Castle Ironfist)의 윌버 험프리에게 보고한다. 이에 윌버 험프리는 롤랜드 왕을 찾아줄 것을 주문한다. 한편 크리건에 본격적으로 맞서기 위해서는 프리헤이븐(Freehaven)에 있는 신탁(Oracle)의 지도를 받아야 했는데 이는 엔로스의 각 영주들로 구성된 평의회(the Enrothian Council)에 의해 관리되고 있었고 신탁을 만나기 위해서는 엔로스의 모든 영주들의 지지를 얻어야만 했다. 일련의 모험 끝에 주인공일행은 모든 영주들의 지지를 획득하지만 윌버 험프리의 대사로 파견되어 있었던 슬리커 실버텅(Slicker Silvertongue)은 무슨 이유에서인지 주인공 일행이 신탁과 만나는 것을 끝내 거부한다. 당초 윌버 험프리는 슬리커 실버텅이 뭔가 착오를 일으킨 것이라 생각했지만, 사실 그는 아이언피스트 왕가를 저주하기 위해 잠입한 바아의 고위사제였다. 주인공일행은 슬리커 실버텅의 정체를 폭로하고 마침내 주인공일행은 신탁과 대면하게 된다. 신탁의 정체는 고대인들이 만든 인공지능 컴퓨터인 멜리안(Melian)이었다. 멜리안은 계승전쟁(the Succession Wars) 당시 롤랜드의 형인 아치발드 아이언피스트(Archibald Ironfist)에게 손상을 입었기 때문에 제 기능을 발휘하기 위해서는 '기억의 수정(memory crystal)' 4개가 필요한 상태였다. 이에 따라 주인공일행은 다크무어성, 알라모스성 등에서 기억의 수정을 회수하게 되는데 그 와중에 크리그스파이어성에서 롤랜드의 일지가 발견된다. 그 일지를 통해 라그나 경이 부상으로 끝내 숨을 거두었고 롤랜드와 타니르가 크리건에 의해 어딘가로 끌려가고 말았음이 드러난다. 이 사실은 이후 '히어로즈 오브 마이트 앤 매직 3'에서도 재차 확인된다.
스테드윅이 탈환된 후에 크리건의 사절이 왕궁을 찾아왔다. 그는 자신들이 엔로스의 제왕, 롤랜드 아이언피스트를 포로로 잡고 있노라고 주장했다. 몸값으로 100만골드를 요구했지만 우리는 그 말이 거짓말이라고 생각했다. 거짓이든 아니든 캐서린 여왕은 그 돈을 지불할 생각이 없었다. 그 사절을 계속 추궁한 결과 롤랜드가 크릴라족(Clan Kreelah)에 의해 이오폴(Eeofol) 깊숙한 곳에 감금되어 있다는 사실을 알 수 있었다.— 도렐(Dorrell), 《히어로즈 오브 마이트 앤 매직 3》

주인공 일행은 은둔자의 섬에 있는 바아의 신전을 공격하여 마지막 기억의 수정을 회수하고 그 과정에서 도망쳤던 슬리커 실버텅도 처치하게 된다. 회복된 신탁은 고대인과 고대 크리건 전쟁(the Ancient-Kreegan war)의 전말을 알려주는 동시에 반의 무덤(the Tomb of VARN)에서 입수한 제어큐브(Control Cube)를 이용해 행성제어센터(the Planetary Control Center)에서 얻은 블라스터의 사용을 허가한다. 그러나 신탁은 크리건의 본거지에 있는 반응로(reactor)를 파괴하면 그 여파가 엔로스마저 파괴할 것이라고 경고한다. 이를 위해 반응로의 폭발이 번져나가지 않도록 억제하는 주문이 필요했는데 그것은 오직 아치발드만이 알고 있는 것이었다.
전에 말한 바와 같이 크리건은 엔로스에서 사용되는 거의 모든 무기에 면역력을 가지고 있다. 하지만 모든 무기에 대해 그런건 아니다. 그들을 없애려면 그들의 배가 추락한 곳을 찾아 주반응로를 파괴해야 한다. 오직 하나 문제인 것은 반응로를 파괴했을 때 일어나는 폭발이 이 별도 함께 폭파시킬 수 있다는 것이다. 이를 막을 수 있는 강력한 주문이 필요하지만 오늘날 이런 주문은 존재하지 않는다. 아마도 이런 주문을 알고 있는 사람은 아치발드 뿐일 것이다. 하지만 그는 지금 누군가에게 주문을 전수할만한 상태가 아니다.— 멜리안(Melian), 《마이트 앤 매직 6》

결국 니콜라이는 계승전쟁에서 패배한 후 돌이 되어 봉인된 아치발드를 풀어주도록 허가한다. 석화에서 풀려난 아치발드는 주인공일행에거 무효화 의식(the Ritual of the Void)을 알려주고 어딘가로 사라진다. 마침내 주인공 일행은 황폐해져버린 고향 스윗워터로 돌아와 크리건의 가장 큰 우주선이기도 한 하이브(The Hive)를 공격한다. 마침내 주인공일행은 크리건의 여왕(the Kreegan Queen)을 죽이고 반응로를 파괴한 후 무효화 의식을 수행하여 반응로의 폭발로부터 대륙을 구해낸다.

마침내 주인공 일행은 기사작위를 서임받고 니콜라이 왕자와 윌버 험프리의 치하를 받는다. 아치발드는 어딘가에서 이 모든 장면을 수정구를 통해 지켜보게 되며 왕국을 지켜낸 것에 대해 냉소적인 감사를 표하며 에필로그가 끝난다.
이 왕국을 위한 그대의 영웅심과 용맹을 기려, 나는 귀공들을 기사로 서임한다. 기립하라, 영웅들이여! 온 엔로스가 그대들에게 감사를 표한다.— 니콜라이, 《마이트 앤 매직 6》

그래 그래. 고마워 영웅님들. 나를 위해 나의 왕국을 지켜주셨으니 고마워해야지.— 아치발드, 《마이트 앤 매직 6》

## 개발
마이트 앤 매직 6의 디자인 작업은 1996년에 시작되었다. 전작인 《마이트 앤 매직 5: 진의 이면》과 히어로즈 오브 마이트 앤 매직 시리즈 1, 2편의 성공에 고무된 뉴 월드 컴퓨팅은 비록 전작이 발표된 후 5년의 시간이 흘렀지만 완전히 새로운 시리즈를 발매하지는 않을거라고 공표했다. 스틸컷으로 구성된 티저 트레일러는 《히어로즈 오브 마이트 앤 매직 II》에 포함되어 공개되었다. 개발 초기 단계에서 뉴 월드 컴퓨팅은 게임을 3부작으로 구성하고 이를 위해 SF작가인 기어리 그레이블(Geary Gravel)을 새로이 영입했다. 기어리 그레이블은 먼저 전체적인 세계관을 구축하기 위해 먼저 소설을 통해 대강의 세계관을 구축하기로 한다. 이에 따라 드림라이트(The Dreamwright)와 섀도우스미스(The Shadowsmith)라는 소설이 게임에 앞서 출간되었다. 그러나 《마이트 앤 매직 6》의 스토리가 소설과는 별개로 구축되기로 결정되어, 《히어로즈 오브 마이트 앤 매직》의 배경이 되었던 엔로스가 공간적 배경으로 결정되었다. 그레이블은 다시 엔로스를 배경으로 하는 새로운 소설의 집필을 의뢰받지만 이는 거절했다.
애초의 기획이 변화하면서 《마이트 앤 매직 6》은 《히어로즈 오브 마이트 앤 매직》의 스토리를 이어가게 되었다. 그러나 고대인의 간접적인 등장과 같이 이전 시리즈와의 연계성을 강조한 부분도 일부 있었는데 특히 뉴소르피갈 같은 마을의 등장은 1편에서 처음 모험을 시작하는 마을의 이름을 딴 것이다. 7편과 8편 역시도 동일한 세계관을 가지고 있는데 1~5편에 등장했던 일부 캐릭터들이 등장한다. 시간적 배경은 《히어로즈 오브 마이트 앤 매직 II》에서 10년이 지난 이후이며 《히어로즈 오브 마이트 앤 매직 3: 에라시아 탈환(The Restoration of Erathia)》과 같은 때이다. 1998년 4월 E3쇼에서 처음 공개되었으며 당시 개발을 이끌고 있던 존 반 카네그헴(Jon Van Caneghem)은 그 자리에서 (마이트 앤 매직 6는) "내가 만든 최고의 마이트 앤 매직"이자 그 크기가 1천마일에 이르는 가상세계를 배경으로 하는, "롤플레잉 게임의 역사에서 단연코 가장 방대하고 야심넘치는 게임"이라고 소개했다. 당시에는 게임의 기본적인 필드와 던전을 구성하는데 호라이즌(Horizon)과 라브린스(Labyrinth)라는 2개의 그래픽엔진이 사용된 것으로 알려졌지만 실제로는 2.5D와 2차원 스프라이트 효과로 개발되었으며 애초에 공개된 아트웍은 3D 스튜디오 맥스와 Character Studio에서 3D로 미리 렌더링된 후 게임에 적용되었다. 또한 시리즈 처음으로 풀 모션 비디오 영상이 채택되었다. 사운드트랙은 스티브 바카(Steve Baca), 롭 킹(Rob King), 폴 로메로(Paul Romero), 제니퍼 왕(Jennifer Wang)이 담당했는데 스티브 바카와 롭 킹, 폴 로메로는 이전에 《히어로즈 오브 마이트 앤 매직》의 음악을 담당한 바 있다.
한편 개발 단계에서는 라이벌 일행과의 연합이나 파벌 간의 동맹관계 등이 퀘스트 체계에서 구현될 것으로 발표되기도 했지만 실제 게임에 포함되지는 않았다.

## 평가
| 평가 |          |
| --- | -------- |
| 통합 점수 통합사 점수 게임랭킹스 85.14% [ 10 ] 평론 점수 평론사 점수 게임 레볼루션 B+ [ 11 ] 게임스팟 9.1 / 10 [ 12 ] IGN 9.0 / 10 [ 13 ] |          |
| 통합 점수 |          |
| 통합사 | 점수     |
| 게임랭킹스 | 85.14%   |
| 평론 점수 |          |
| 평론사 | 점수     |
| 게임 레볼루션 | B+       |
| 게임스팟 | 9.1 / 10 |
| IGN | 9.0 / 10 |

## 같이 보기
- 왈도체